# Interstate 66
Die Interstate 66 (kurz I-66) ist ein Interstate Highway in den Vereinigten Staaten. Sie beginnt an der Interstate 81 in Middletown im Bundesstaat Virginia und endet nach 123 Kilometern in Washington, D.C. am U.S. Highway 29.

## Längen
| Meilen | km  | Staat            |  |
|        |     |                  |  |
| 75     | 121 | Virginia         |  |
| 2      | 3   | Washington, D.C. |  |
|        |     |                  |  |
| 77     | 124 | gesamt           |  |

## Verlauf

### Virginia
Ab der Interstate 81 verläuft die I-66 in östlicher Richtung. Nördlich von Front Royal trifft sie auf die U.S. Highways 340 und 522 und überquert den Shenandoah River. Zwischen Delaplane und Marshall nutzt der U.S. Highway 17 die Trasse der Interstate 66. Westlich von Haymarket wird die Trasse vom U.S. Highway 15 sowie östlich von Gainesville vom U.S. Highway 29 gekreuzt. Anschließend passiert sie im Norden den Manassas National Battlefield Park und trifft in Centreville erneut auf den US 29. Im Osten der Stadt zweigt die Virginia State Route 7100 als Fairfax County Freeway ab. Im Westen von Fairfax kreuzt die Interstate 66 den U.S. Highway 50 und in Dunn Loring trifft sie auf die Interstate 495.
Ab der Abzweigung der State Route 267 als Hirst Brault Expressway trägt die Interstate 66 den Namen Custis Memorial Parkway, benannt nach der Custis Familie, aus der unter anderem auch Martha Washington stammt. Im Westen von Arlington trifft sie erneut auf den US 29. Die I-66 passiert das Zentrum von Arlington im Süden und verläuft am Westufer des Potomac Rivers parallel zum George Washington Memorial Parkway. Gemeinsam mit dem U.S. Highway 50 überquert die Interstate auf der Theodore Roosevelt Bridge den Fluss.

### Washington, D.C.
Nach der Überquerung des Flusses trennt sie sich wieder vom US 50 und erreicht im Süden die Ausläufer des Constitution Gardens. Die Interstate verläuft nach einem Kreuz mit dem Rock Creek and Potomac Parkway in Richtung Norden und passiert dabei im Westen das John F. Kennedy Center for the Performing Arts und im Osten das Old Naval Observatory. Im Anschluss zweigt die East Street in östlicher Richtung ab. Östlich des Watergate-Gebäudekomplexes unterquert die Interstate in einem Tunnel die Virginia Avenue. Kurz darauf geht sie am U.S. Highway 29 in den Whitehurst Freeway über und endet nach 123 Kilometern.

## Zubringer und Umgehungen

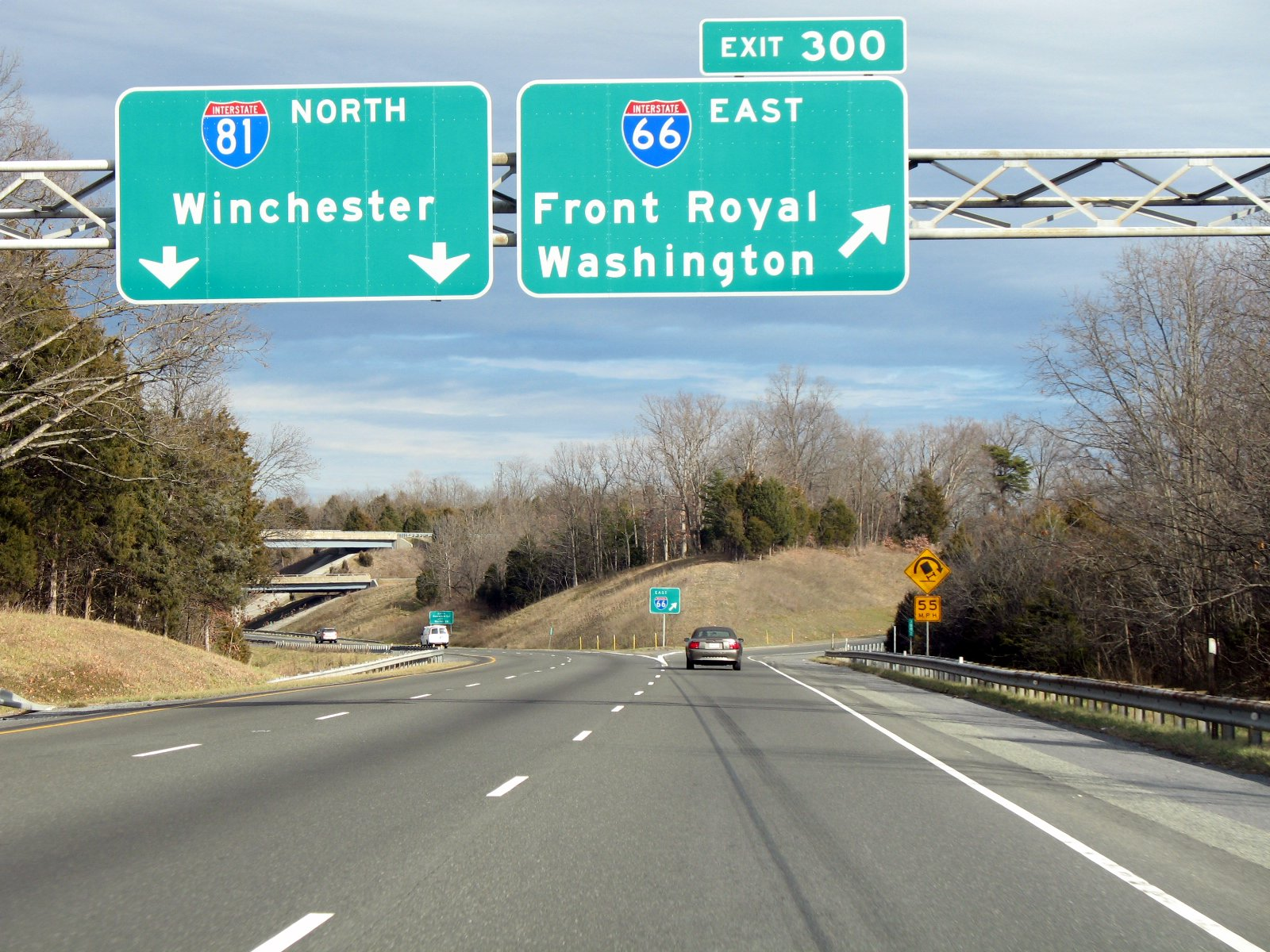
Einfahrt auf I-66

- Interstate 266, verworfenes Projekt zwischen Washington, D.C. und dem Arlington County